# 스테시코로스
스테시코로스(Στησίχορος, 기원전 630년 – 기원전 555년)는 그리스의 서정시인이다. 스테시코로스는 서정시적 음보로 서사시적 내용을 풀어간 것으로 가장 유명하며, 뿐만 아니라 참주 팔라리스를 반대한 것 등 그의 삶에 관한 고대 전통으로도 알려져 있다. 또한 그는 트로이의 헬레네에 관한 시를 지을 때 처음에는 모욕을 하여 장님이 되었다가 그 다음 찬양하여 눈이 다시 뜨였다는 일화로도 유명하다.
스테시코로스는 헬레니즘기 알렉산드리아의 학자들이 호평한 아홉 서정 시인 중 한 명이나, 그의 작품은 고대 주석가들에게 있어 다른 서정 시인들과 비교했을 때 상대적으로 관심을 못 받았으며, 이로 인하여 그의 시는 현저히 적은 몇 단편만이 현재까지 전해내려온다. 1967년 한 학자가 말한 바, "시간은 다른 주요 서정시인들보다 스테시코로스를 더 가혹히 대했다." 이집트 파피루스에 기록된 스테시코로스의 작품들이 최근 발견되면서 그의 작품에 대한 이해는 늘어갔으며, 호메로스의 서사적 묘사와 핀다르 같은 시인들의 서정적 묘사 사이를 잇는 연결 고리로서 그의 역할이 조명되었다.